# 가나 프리미어리그
가나 프리미어리그(영어: Ghana Premier League)는 가나 축구 리그 시스템 중 최상위 리그이다. 1956년 설립되었다.

## 2020 시즌 참가 팀
- WAFA
- 올 스타즈
- 아산테 코토코
- 하츠 오브 오크
- 베치엠 유나이티드 FC
- 엘미나 샥스
- 베레쿰 첼시
- 에부수아 드워프스
- 아샨티
- 인터 알리에스 FC
- 리버티 프로페셔널스
- 메데아마
- 그레이트 올림픽스
- 아두아나 스타즈
- 테마 유스 FC
- 볼가 올스타즈